# Mosoogje
Het mosoogje (Micarea leprosula) is een korstmos behorend tot de familie Pilocarpaceae. Het komt voor op steen en op de grond. Het leeft in symbiose met de alg Micareoid. Het korstmos is lichtminnend.

## Kenmerken
Het thallus is blauwgrijs en minder vaak grijsbruin. Het bestaat uit verspreide tot meestal samenvloeiende convexe tot bolle areolen die samen een dikke korst vormen. De bollen hebben een diameter van 100 tot 400 µm. De asci zijn 8-sporig en meten 40-55 × 12-17 μm. De ascosporen zijn glad, redelijk dunwandig, cilindrisch-ellipsoïdaal tot spoelvormig, hyaliene en meten 14-26 (-29) × 4-5,5 μm.
Het korstmos heeft de volgende kenmerkende kleurreacties: thallus C+  (rood), K-, P+ (rood) en apothecia doorsnedes C+ (rood).

## Verspreiding
In Nederland komt het mosoogje zeldzaam voor. Het staat niet op de rode lijst en is niet bedreigd.